# 張昭 (北魏)
张昭（？—435年），南北朝时北魏人，河内郡修武县（今河南省修武县）人，张蒲的儿子。
张昭以功臣子为太学生。魏太武帝即位时，担任内主书。从征柔然立功，进爵修武侯。位至开府、宁东将军。延和二年（433年）为幽州刺史。幽州遇饥荒，州里仓库空虚，于是让富商通济穷人，准许有车马的家人出境籴米，贫弱之民劝以务农力耕。当年丰收，士民称颂。在任三年去世。